# シャルロット・ゲンズブール
シャルロット・ゲンズブール（フランス語: Charlotte Gainsbourg、1971年7月21日 - ）は、フランス出身の女優、歌手。
芸能一家に生まれ、若い頃より才能が開花。以来、同国の代表的女優となり、欧米各賞ノミネートの常連となっている。また実父の影響で歌手としても才能を発揮し、マルチ・アーティストとして活動している。

## 人物
イングランド・ロンドン生まれ。本名はシャルロット・ルーシー・ゲンズブール（Charlotte Lucy Gainsbourg）。主に女優を本業とし、音楽アーティスト、ファッションブランドやコスメのプロデュースを手掛けるなど多方面で活動している。
父親は歌手・音楽プロデューサーのセルジュ・ゲンズブール、母親は女優のジェーン・バーキン。カメラマンのケイト・バリーは異父姉、女優のルー・ドワイヨンは異父妹。歌手のルル・ゲンズブールは異母弟。映画監督のアンドリュー・バーキンは伯父。

### 女優活動
母の出演映画の現場で早くから注目され、1984年の『残火』でカトリーヌ・ドヌーヴの娘役に抜擢され、映画デビューする。
1986年にクロード・ミレール監督の『なまいきシャルロット』でセザール賞の有望若手女優賞を史上最年少受賞（14歳）し、注目される。1989年に『小さな泥棒』でセザール賞主演女優賞に史上最年少ノミネート（17歳）。2000年にダニエル・トンプソン監督の『ブッシュ・ド・ノエル』で最優秀助演女優賞を受賞。
自分と縁故関係のある人物の監督映画に出演することが多い。実父であるセルジュやパートナーであるイヴァン以外にも、母ジェーンの再々婚相手であるジャック・ドワイヨンや母方叔父であるアンドリュー・バーキンの作品にも出演している。
2009年にラース・フォン・トリアー監督の心理ホラー作品『アンチクライスト』でヒロイン役を演じて、第62回カンヌ国際映画祭女優賞を受賞。

### 歌手活動
1984年、父セルジュとのデュエット曲「レモン・インセスト」で歌手デビュー。
1986年、父のプロデュースで初のアルバム『魅少女シャルロット』をリリース。以後は自身の主演映画で3度、主題歌を歌っている。また、2003年にはエティエンヌ・ダオーのアルバム『Réevolution』にゲスト参加した。
2006年9月、20年ぶりのアルバム『5:55』をリリースし、ビッグセールスを記録。
2009年12月、アメリカのミュージシャン、ベックのプロデュースによるアルバム『IRM』をリリース。
2010年10月、単独来日公演を開催。翌2011年、アルバム『ステージ・ウィスパー』をリリース。
2014年、姉・ケイト・バリーの死去をきっかけに、本拠地を米国ニューヨークに移転。
2017年、6年ぶりのアルバム『レスト』をリリース。
2018年、4月に7年半ぶりの来日公演。

### 私生活
長年のパートナーである俳優兼映画監督のイヴァン・アタルとの間に3人の子供がいる。なお、イヴァンとは法的な夫婦ではなく、『タイム』誌による2010年のインタビューでも、イヴァンを「夫」ではなく「私の子供達の父親」と呼んでいる。
2007年に水上スキー中に事故を起こし、頭部に衝撃を受けたことが原因で脳内に大量出血が起きていたため、9月に緊急手術を受けた。

## ギャラリー

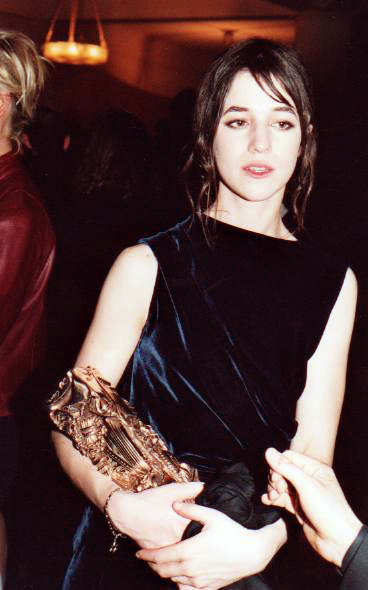
セザール賞授賞式（2000年）
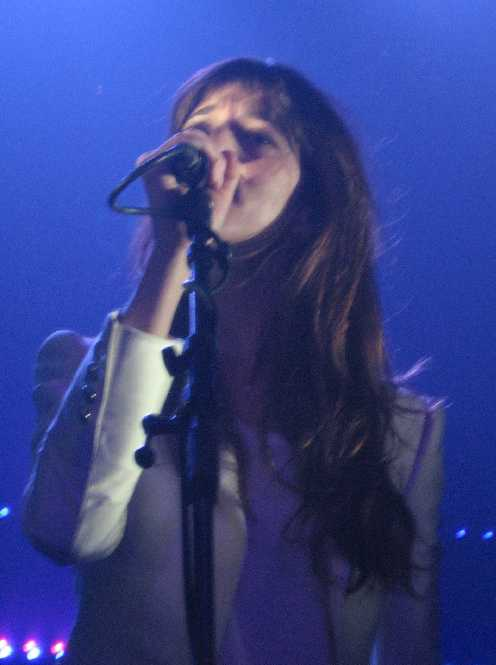
オランダ・アムステルダム公演（2007年）
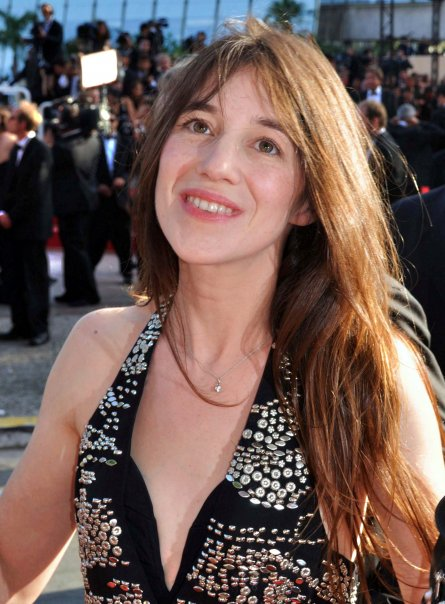
2009年度 カンヌ国際映画祭
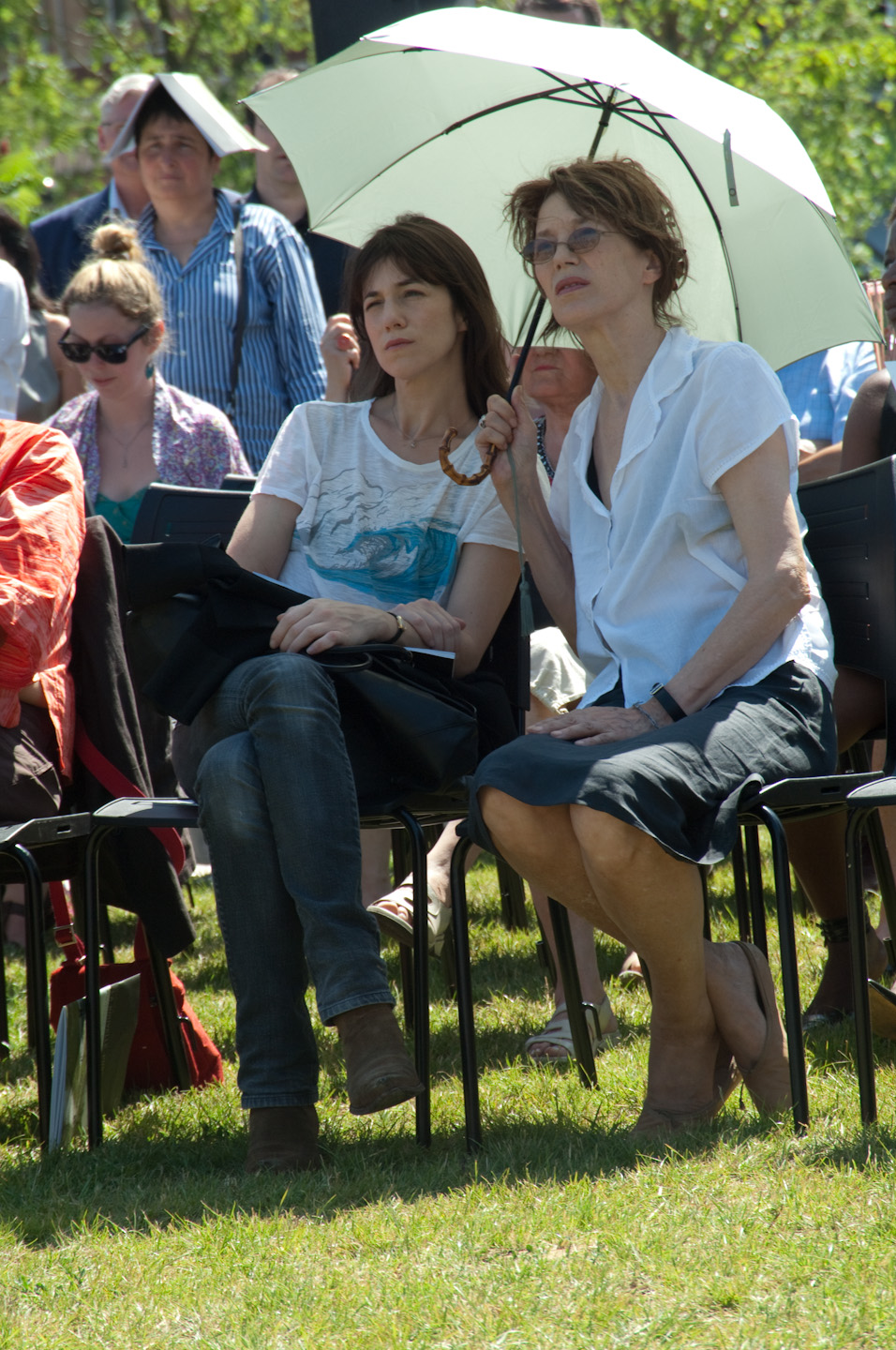
女優である母、ジェーン・バーキンと（2010年）
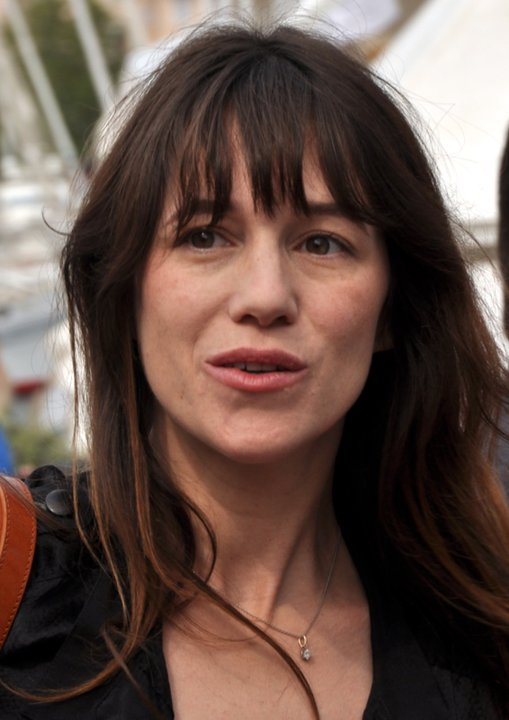
2011年度 カンヌ国際映画祭
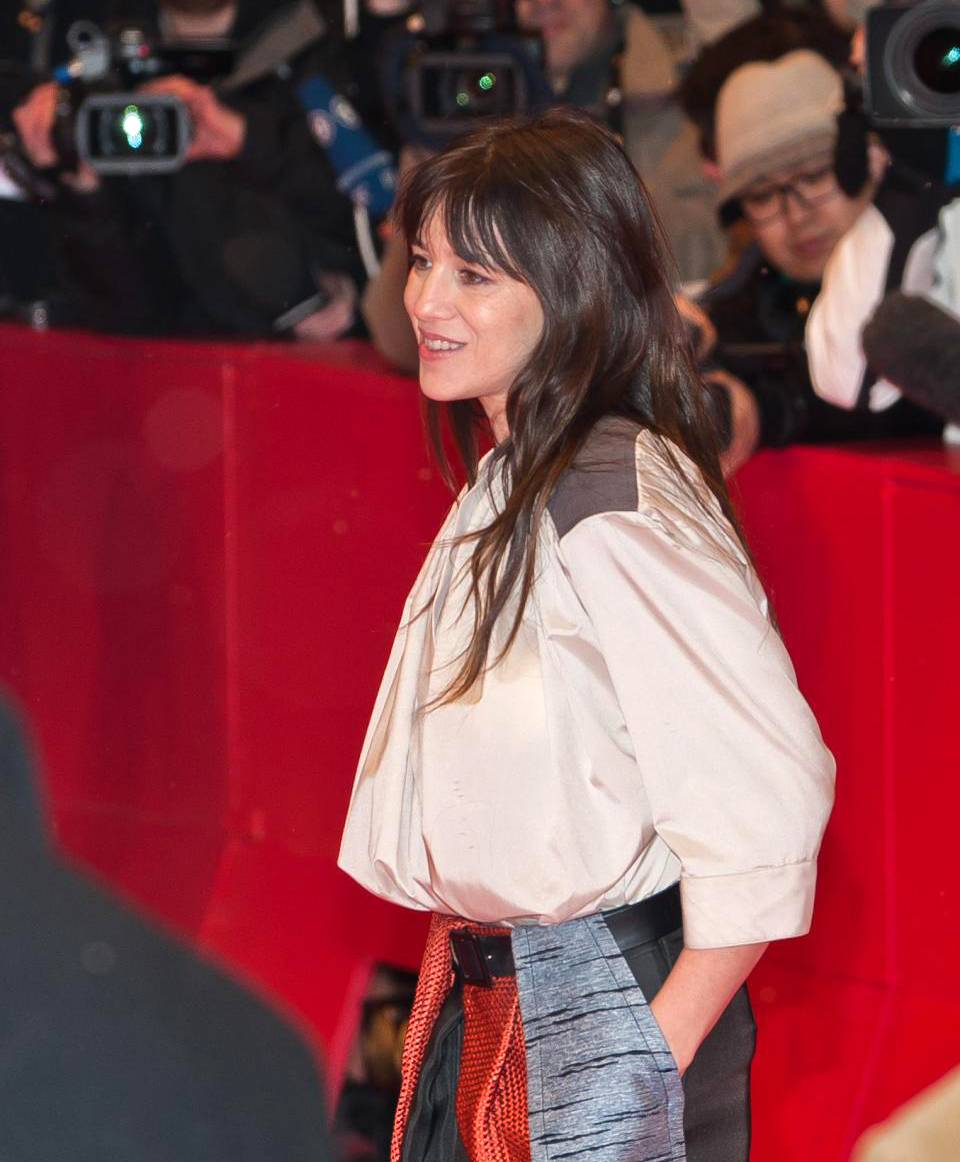
2012年度 ベルリン国際映画祭
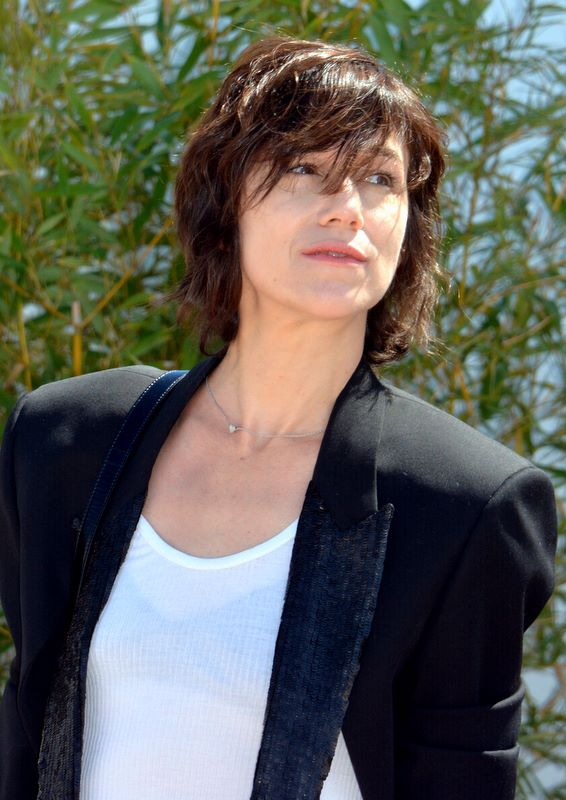
2017年度 カンヌ国際映画祭
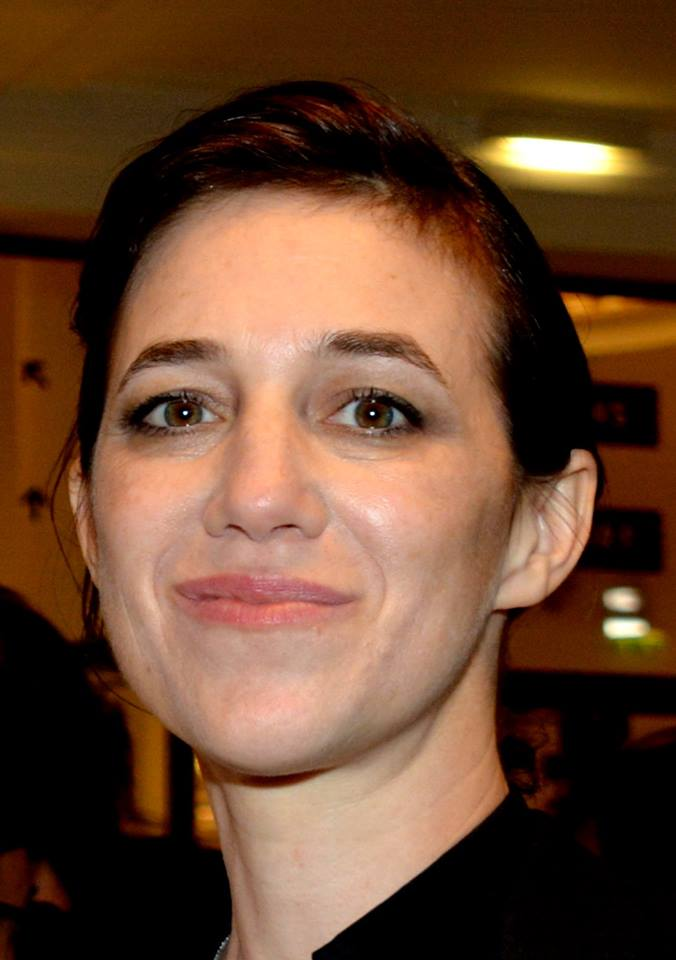
2018年度 モリエール賞
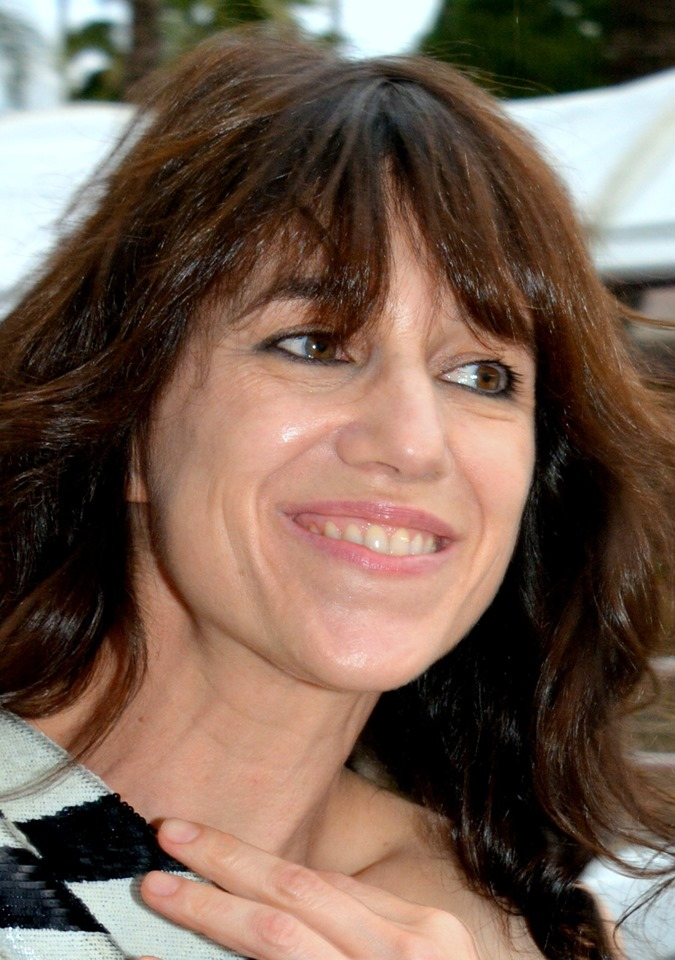
2019年度 カンヌ国際映画祭
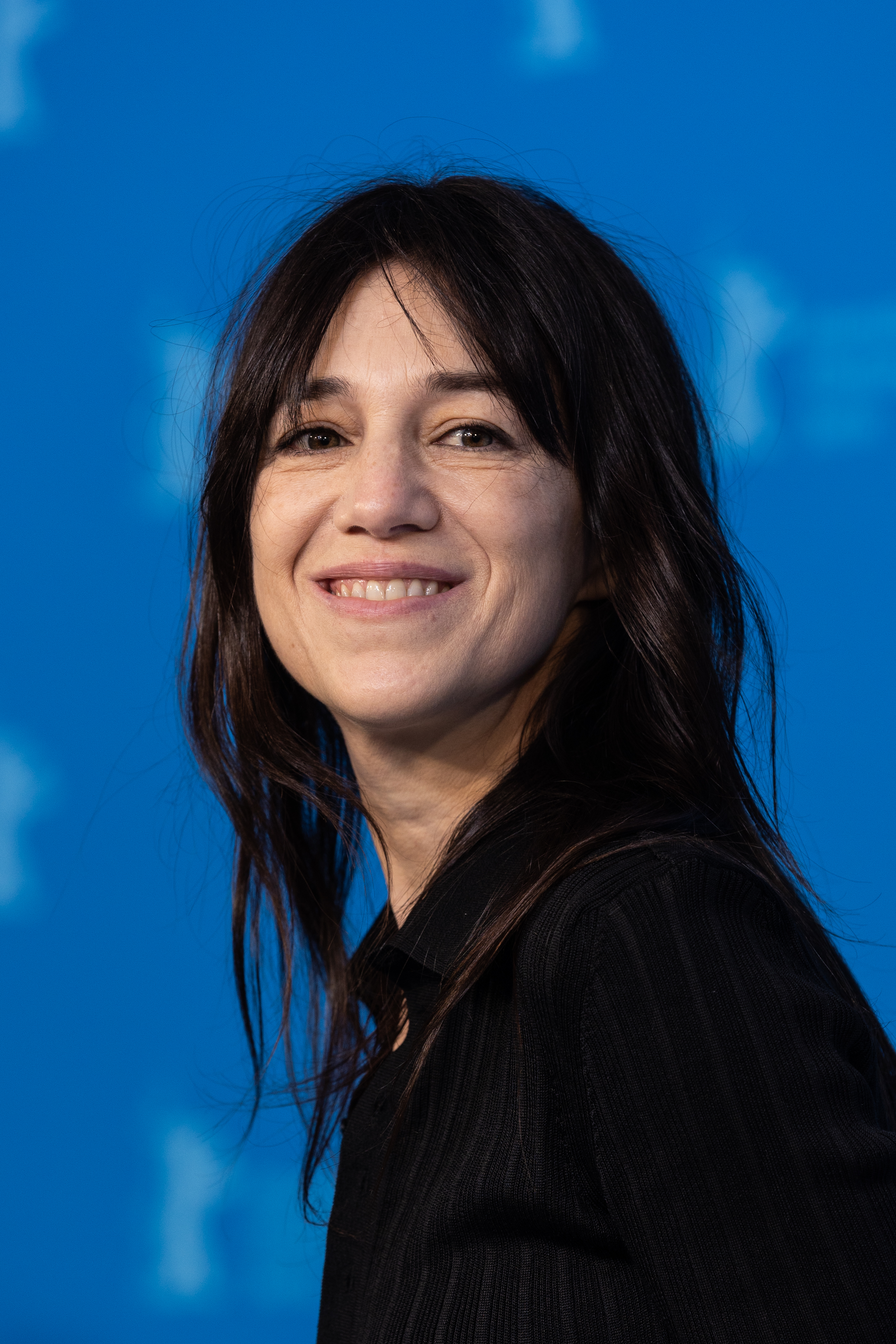
2022度 ベルリン国際映画祭

## 主な出演映画
| 公開年 | 邦題 原題                                                                              | 役名                            | 備考                                                        |
| ------ | -------------------------------------------------------------------------------------- | ------------------------------- | ----------------------------------------------------------- |
| 1984年 | 残火 Paroles et musique                                                                | シャルロット                    | VHSスルー                                                   |
| 1985年 | イザベルの誘惑 La tentation d'Isabelle                                                 |                                 |                                                             |
| 1985年 | なまいきシャルロット L'éffrontée                                                       | シャルロット                    | セザール賞有望若手女優賞 受賞                               |
| 1986年 | シャルロット・フォー・エヴァー Charlotte For Ever                                      | シャルロット                    | 父セルジュ・ゲンズブールと親子役で共演                      |
| 1987年 | アニエス・Vによるジェーン・B Jane B par Agnès V                                        | La fille de J.                  |                                                             |
| 1987年 | カンフー・マスター! Kung-fu master !                                                   | ルーシー                        | 母ジェーン・バーキンと親子役で共演                          |
| 1988年 | 小さな泥棒 La petite voleuse                                                           | ジャニーン                      |                                                             |
| 1990年 | 太陽は夜も輝く Il sole anche di notte                                                  | マチルダ                        |                                                             |
| 1991年 | メルシー・ラ・ヴィ Merci la vie                                                        | カミーユ                        |                                                             |
| 1991年 | 愛を止めないで Aux yeux du monde                                                       | ジュリエット                    |                                                             |
| 1992年 | 愛されすぎて Amoureuse                                                                 | マリー                          |                                                             |
| 1992年 | ルナティック・ラブ 禁断の姉弟 The Cement Garden                                        | ジュリー                        |                                                             |
| 1996年 | ジェイン・エア Jane Eyre                                                               | ジェイン・エア                  |                                                             |
| 1996年 | アンナ・オズ Anna Oz                                                                   | アンナ・オズ                    |                                                             |
| 1996年 | ラブetc. Love, etc...                                                                  | マリー                          |                                                             |
| 1999年 | イントルーダー 侵入者 The Intruder                                                     | カトリーヌ                      |                                                             |
| 1999年 | ブッシュ・ド・ノエル La Bûche                                                          | ミラ                            | セザール賞 最優秀助演女優賞 受賞                            |
| 2000年 | ニュルンベルク軍事裁判 Nuremberg                                                       | Marie Claude Vaillant-Couturier | テレビ・ミニシリーズ                                        |
| 2000年 | レ・ミゼラブル Les misérables                                                          | ファンティーヌ                  | テレビ・ミニシリーズ                                        |
| 2000年 | フェリックとローラ Félix et Lola                                                       | ローラ                          |                                                             |
| 2001年 | 僕の妻はシャルロット・ゲンズブール Ma femme est une actrice                            | シャルロット                    |                                                             |
| 2003年 | 21グラム 21 Grams                                                                      | メアリー・リヴァース            |                                                             |
| 2004年 | フレンチなしあわせのみつけ方 Ils se marièrent et eurent beaucoup d'enfants             | ガブリエル                      |                                                             |
| 2005年 | レミング Lemming                                                                       | Bénédicte Getty                 |                                                             |
| 2006年 | 恋愛睡眠のすすめ The Science of Sleep'                                                 | ステファニー                    |                                                             |
| 2006年 | Prete-moi ta main                                                                      | エマ                            |                                                             |
| 2006年 | 新世界 The Golden Door                                                                 |                                 |                                                             |
| 2007年 | アイム・ノット・ゼア I'm Not There                                                     | クレア                          |                                                             |
| 2008年 | アニエスの浜辺 Les plages d'Agnès                                                      |                                 | ドキュメンタリー                                            |
| 2009年 | アンチクライスト Antichrist                                                            | 彼女                            | カンヌ国際映画祭 女優賞 受賞                                |
| 2009年 | 最終目的地 The City of Your Final Destination                                          | アーデン                        |                                                             |
| 2010年 | パパの木 The Tree                                                                      | ドーン                          |                                                             |
| 2011年 | メランコリア Melancholia                                                               | クレア                          |                                                             |
| 2012年 | 詩人、愛の告白 Confession of a Child of the Century                                    | ブリジット                      | WOWOW放映 DVD発売                                           |
| 2013年 | ニンフォマニアック Nymphomaniac                                                        | ジョー                          |                                                             |
| 2014年 | サンバ Samba                                                                           | アリス                          |                                                             |
| 2014年 | ラブ・トライアングル 秘密 3 cœurs                                                      | シルヴィー                      | WOWOW放映                                                   |
| 2015年 | 誰のせいでもない Every Thing Will Be Fine                                              | ケイト                          | [ 10 ]                                                      |
| 2016年 | インデペンデンス・デイ: リサージェンス Independence Day: Resurgence                    | カトリーヌ・マルソー博士        |                                                             |
| 2016年 | 嘘はフィクサーのはじまり Norman: The Moderate Rise and Tragic Fall of a New York Fixer | アレックス・グリーン            |                                                             |
| 2017年 | イスマエルの亡霊たち Ismael's Ghosts                                                   | シルビア                        |                                                             |
| 2017年 | スノーマン 雪闇の殺人鬼 The Snowman                                                    | ラケル・ファウケ                | [ 11 ]                                                      |
| 2017年 | 母との約束、250通の手紙 La Promesse de l'aube                                          | ニーナ・カツェフ                |                                                             |
| 2018年 | 孤独なふりした世界で I Think We're Alone Now                                           | ヴァイオレット                  |                                                             |
| 2021年 | ジェーンとシャルロット Jane par Charlotte                                              |                                 | 初監督作品。 母ジェーン・バーキンについてのドキュメンタリー |
| 2021年 | 告発の先に Les Choses humaines                                                         | クレール・ファレル              | WOWOW放映                                                   |
| 2022年 | ほの蒼き瞳 The Pale Blue Eye                                                           | パッツィ                        | Netflixオリジナル映画                                       |
| 2023年 | 午前4時にパリの夜は明ける The Passengers of the Night                                  | エリザベート                    |                                                             |

## ディスコグラフィ

### スタジオ・アルバム
- 『魅少女シャルロット』 - Charlotte for Ever (1986年) ※再発盤のタイトルは『Lemon Incest』
- 『5:55』 - 5:55 (2006年)
- 『IRM』 - IRM (2009年)
- 『ステージ・ウィスパー』 - Stage Whisper (2011年)
- 『レスト』 - Rest (2017年)

## 来日公演
- 2010年
  - 10月24日 東京国際フォーラムA
  - 10月26日 大阪IMPホール
- 2018年
  - 4月9日 東京EX THEATER ROPPONGI
  - 4月10日 大阪IMPホール